# Impatiens exilipes
Impatiens exilipes är en balsaminväxtart som beskrevs av Joseph Dalton Hooker och Ridley. Impatiens exilipes ingår i släktet balsaminer, och familjen balsaminväxter. Inga underarter finns listade i Catalogue of Life.